# Pardosa algina
Pardosa algina là một loài nhện trong họ Lycosidae.
Loài này thuộc chi Pardosa. Pardosa algina được Ralph Vary Chamberlin miêu tả năm 1916.